# Calodromius spilotus
Calodromius spilotus es una especie de escarabajo de la familia Carabidae.

## Distribución geográfica
Se distribuye por el paleártico: Europa, el norte de África y Oriente Próximo.